# أمر سلطة الائتلاف المؤقتة 2
أمر سلطة التحالف المؤقتة رقم 2: حل الكيانات الذي وقعته سلطة الائتلاف المؤقتة في 23 مايو 2003، حل الهياكل الأساسية العسكرية والأمنية والاستخباراتية العراقية للرئيس صدام حسين. ومنذ ذلك الحين أصبح موضوع جدل يستشهد به بعض النقاد على أنه أكبر خطأ أمريكي وقع فور سقوط حكومة صدام حسين، وباعتباره أحد الأسباب الرئيسية لظهور داعش.

## خلفية
قبل بدء الحرب، وضع الجنرال المتقاعد بالجيش الأمريكي جاي غارنر والجيش الأمريكي بالفعل عدة خطط تتعلق بقوات الأمن العراقية. واعترافا بالخطر الذي يشكله التسريح الكامل في بيئة تتسم بارتفاع معدلات البطالة وسوء الأمن والاضطرابات الاجتماعية، دعت الخطة إلى حل الحرس الجمهوري العراقي، وإشراك الجنود في الجيش العراقي في جهود إعادة الإعمار، وتأسيس جيش جديد من ثلاث إلى خمس فرق عراقية قائمة؛ وقدم وكيل وزارة الدفاع لشؤون السياسة، دوغلاس فيث، هذه الخطة إلى الرئيس جورج دبليو بوش خلال اجتماع لمجلس الأمن القومي عقد في 12 مايو.
وابتداء من 20 مارس 2003، شنت الولايات المتحدة وشركاء التحالف غزوها للعراق. وفي 21 أبريل، أنشئت سلطة الائتلاف المؤقتة على رأسها جاي غارنر، وفي 11 مايو حل محله السفير بول بريمر. وكان أول أمر أصدره بريمر كمدير لسلطة الائتلاف المؤقتة، الصادر في 16 مايو، قد حل حزب البعث العراقي وبدأ عملية "اجتثاث حزب البعث".

## صياغة الأمر
ولدى وصوله إلى بغداد، جاء بريمر ومستشاره الكبير والتر سلوكومب ليحبذوا حل الجيش العراقي. واستند هذا الرأي إلى الاعتقاد بأن الجيش العراقي قد سرح نفسه ولم يعد بالإمكان إعادة تشكيله عمليا، على سبيل المثال، المجندون العراقيون لن يعودوا، وفي جميع الأحوال دمرت المرافق العسكرية العراقية. وعلى حد تعبير سلوكومب، "لم يكن هناك قوة عراقية سليمة لل'حل'". أما بالنسبة لمن اقترح الفكرة، فقد نسبت في بعض الأحيان إلى سلوكومب؛ وقال فيث إنها فكرة بريمر إلا أن بريمر نفى ذلك وقال أنه لا يستطيع تذكر من طرح الفكرة في البداية.
وطبقا لما ذكره بريمر في كتابه عامي في العراق فإن سلطة الائتلاف المؤقتة ووزارة الدفاع نسقا معا صياغة الأمر بحل أجهزة الدفاع والأمن العراقية. وشدد بريمر على أن مثل هذا الأمر سيكون حاسما في القضاء على أسس النظام العراقي السابق وإظهار "للشعب العراقي أن... لا صدام ولا عصابته يعودان"، وأرسل اقتراحا بحل وزير الدفاع آنذاك دونالد رامسفيلد في 19 مايو، إلى جانب توصية بتوفير مدفوعات إنهاء الخدمة لجميع القوات السابقة باستثناء بعض كبار الاستخبارات والأمن والقادة البعثيين. وقد طلب وكيل وزارة الدفاع فيث إجراء بعض التعديلات على النص في 22 مايو، وفي تلك الليلة قام رئيس هيئة الأركان لورنس دي ريتا والمتحدث باسم سلطة الائتلاف دان سينور بتنسيق خطط الإعلان الفعلي. وبعد الحصول على إذن من الوزير رامسفيلد، قدم بريمر إحاطة إلى الرئيس بوش عن طريق مؤتمر بالفيديو، ثم وقع على الأمر في 23 مايو.
بيد أن بوش قال في لقاء لاحق ان الخطة الأولى تمثلت في الإبقاء على الجيش العراقي، وأنه غير متأكد من سبب عدم حدوث ذلك. وردا على هذا التقرير، قدم بريمر إلى صحيفة نيويورك تايمز رسالة بعث بها في 22 مايو، عن طريق وزير الدفاع، إلى الرئيس وصفت فيها الإجراء، وبعث الرئيس برسالة شكر إليه. وعلاوة على ذلك، ذكر بريمر أنه، حتى قبل وصوله إلى العراق، أرسل مشروع قرار في 9 مايو إلى رامسفيلد، وولفويتز، وفيث، ورئيس الأركان المشترك، وقائد قيادة العنصر البري في قوات التحالف آنذاك الفريق ديفيد ماكيرنان. واقتبست التايمز من مسؤول رسمي في البيت الأبيض أن الخطة الأصلية للمحافظة على الجيش لا يمكن القيام بها، وأن بوش يفهم ذلك.
وصرح الجنرال بيتر بيس فيما بعد بأنه لم تتم إستشارة رؤساء الأركان المشتركة للحصول على المشورة أو التوصية فيما يتعلق بهذا الأمر. كما قال وزير الخارجية الامريكى كولين باول انه لم تتم إستشارته أبدا في هذا الامر الذى يعتقد انه خطأ كبير، وقيل إن مستشارة الأمن القومي آنذاك كوندوليزا رايس فوجئت بالقرار.
ولقد صور بوب وودوارد مجموعة مختلفة من الأحداث في كتابه "حالة الإنكار". وقال ان القرار لم يعد ابدا إلى واشنطن للحصول على اسئلة سوى محام من مجلس الامن القومى الذى اعطى آراء قانونية حول أول امرين من سلطة الائتلاف المؤقتة. وقال رامسفلد انه لم يتحدث مع بريمر الا نادرا، ولم يعقد أي اجتماع في مجلس الامن الوطني حول هذه المسألة وانه "سيتفاجأ" إذا طلب أي من نائب وزير الدفاع بول وولفويتز أو وكيل وزارة الخارجية فيث من بريمر تنفيذ اوامر سلطة الائتلاف المؤقتة.

### إسهام المملكة المتحدة
قال عدد من الجنرالات البريطانيين فيما بعد أنهم أثاروا المخاوف بشأن التفكيك وانهم شخصيا ضد ذلك بالرغم من أن بريمر رد بان مسؤولي المملكة المتحدة لم يعربوا عن قلقهم في اجتماعاتهم وأنهم يعتبرون تسريح الجيش العراقى بشكل فعال "أمرا واقعا". وقد تم رفض تلك الإدعاءات من قبل ضباط بريطانيون كبار. نقل تقرير نشر في صحيفة الغارديان عام 2004 عن مصادر عسكرية واستخباراتية بريطانية كبيرة قولها إن الأدميرال البريطاني مايكل بويس أخبر قادته بالتفاوض مع كبار ضباط الجيش العراقي والحرس الجمهوري لتبديل الجانب الذين ينتمون له والعمل تحت توجيه المملكة المتحدة لدعم القانون والنظام، ولكن أوامر سلطة الإئتلاف المؤقتة تقضي بهدم أية فرصة لإعادة تجميع القوات العراقية لصالح مثل هذه الخطة.

## الآثار
وفي 13 سبتمبر، عدل بريمر الأمر من خلال الأمر رقم 34 الصادر عن سلطة الائتلاف المؤقتة، الذي ينص على أن مجلس المراجعة العليا لم يعد يعتبر كيانا منحل وينبغي أن يواصل عملياته.
وفى مقابلة مع برنامج الجبهة الأمامية على الخدمة الإذاعية العامة قال بريمر "أعتقد أن قرار عدم إستدعاء جيش صدام من وجهة النظر السياسية هو أهم قرار صائب اتخذناه في الشهور ال14 التي قضيناها هناك".

## الكيانات المنحلة

### المؤسسات
- وزارة الدفاع
- وزارة الإعلام
- وزارة الدولة للشؤون العسكرية
- جهاز المخابرات العامة العراقية
- مكتب الأمن الوطني
- مديرية الأمن العامة
- جهاز الأمن الخاص

الكيانات التابعة لحراس حسين الشخصيين:
- المرافقين
- الحماية الخاصة

### منظمات عسكرية
- الجيش العراقي والقوات الجوية والبحرية وقوات الدفاع الجوي وغيرها من الخدمات العسكرية النظامية
- الحرس الجمهوري العراقي
- الحرس الجمهوري العراقي الخاص
- مديرية الاستخبارات العسكرية العامة
- جيش القدس
- قوات الطوارئ

### القوات شبه العسكرية
- فدائيو صدام
- ميليشيا حزب البعث
- أصدقاء صدام
- أشبال صدام

### غيرها
- ديوان الرئاسة
- أمانة الرئاسة
- مجلس قيادة الثورة
- المجلس الوطني
- تنظيم الشباب (الفتوة)
- اللجنة الأولمبية الوطنية العراقية
- المحاكم الثورية والخاصة ومحاكم الأمن الوطني

## وصلات خارجية
- لماذا لا جيش للعراق
- من الذي حل الجيش العراقي؟